# Открытый чемпионат Франции по теннису 2019

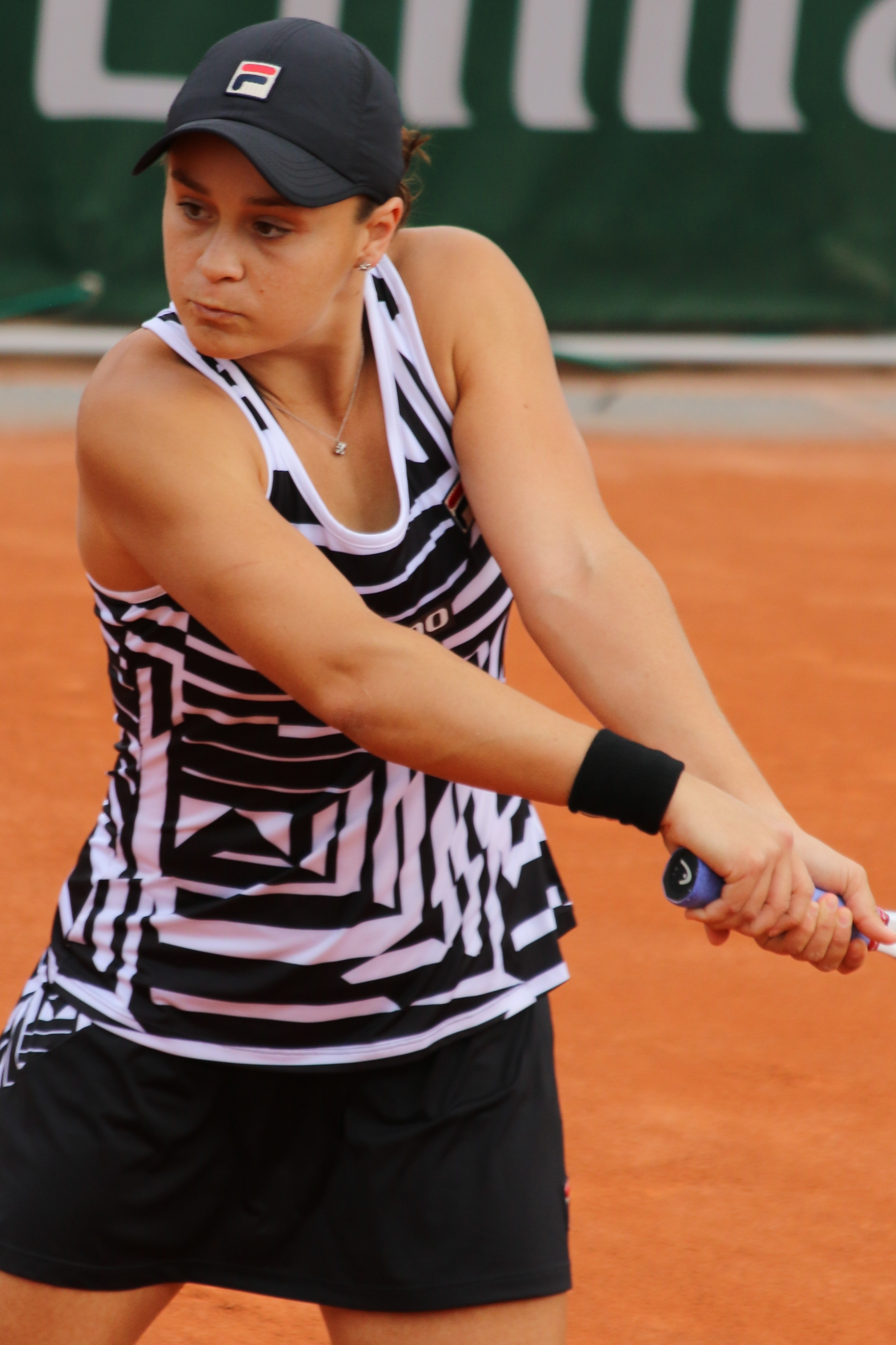
Эшли Барти — победительница женского одиночного турнира

Открытый чемпионат Франции 2019 — 118-й розыгрыш ежегодного профессионального теннисного турнира серии Большого шлема, проводящегося во французском Париже на кортах местного теннисного центра «Roland Garros». Традиционно выявляются победители соревнования в девяти разрядах: в пяти — у взрослых и четырёх — у старших юниоров.
В 2019 году матчи основных сеток прошли с 26 мая по 9 июня. Соревнование традиционно завершало весенний отрезок сезона турниров серии на грунтовом покрытии.

## Общая информация

### Рейтинговые очки и призовые деньги

##### Рейтинговые очки
Ниже представлено распределение рейтинговых очков теннисистов на турнире Большого шлема «Roland Garros».

#### Взрослые
| Разряд            | Титул | Финал | Полуфинал | Четвертьфинал | 4-й круг | 3-й круг | 2-й круг | 1-й круг | Победа в квалификации | Финал квалификации | Второй круг квалификации | Первый круг квалификации |
| Мужской одиночный | 2000  | 1200  | 720       | 360           | 180      | 90       | 45       | 10       | 25                    | 16                 | 8                        | 0                        |
| Мужской парный    | 2000  | 1200  | 720       | 360           | 180      | 90       | 0        | н/д      | н/д                   | н/д                | н/д                      | н/д                      |
| Женский одиночный | 2000  | 1300  | 780       | 430           | 240      | 130      | 70       | 10       | 40                    | 30                 | 20                       | 2                        |
| Женский парный    | 2000  | 1300  | 780       | 430           | 240      | 130      | 10       | н/д      | н/д                   | н/д                | н/д                      | н/д                      |

| \| Разряд \| Титул \| Финал \| Полуфинал \| Четвертьфинал \| Второй круг \| Первый круг \| Победа в квалификации \| Финал квалификации \| \| Юноши, одиночный \| 1 000 \| 600 \| 370 \| 200 \| 100 \| 45 \| 30 \| 20 \| \| Девушки, одиночный \| 1 000 \| 600 \| 370 \| 200 \| 100 \| 45 \| 30 \| 20 \| \| Юноши, парный \| 750 \| 450 \| 275 \| 150 \| 75 \| н/д \| н/д \| н/д \| \| Девушки, парный \| 750 \| 450 \| 275 \| 150 \| 75 \| н/д \| н/д \| н/д \| |       |       |           |               |             |             |                       |                    |
| Разряд | Титул | Финал | Полуфинал | Четвертьфинал | Второй круг | Первый круг | Победа в квалификации | Финал квалификации |
| Юноши, одиночный | 1 000 | 600   | 370       | 200           | 100         | 45          | 30                    | 20                 |
| Девушки, одиночный | 1 000 | 600   | 370       | 200           | 100         | 45          | 30                    | 20                 |
| Юноши, парный | 750   | 450   | 275       | 150           | 75          | н/д         | н/д                   | н/д                |
| Девушки, парный | 750   | 450   | 275       | 150           | 75          | н/д         | н/д                   | н/д                |

### Призовые деньги
| Разряд                                | Титул      | Финал      | Полуфинал | Четвертьфинал | 4-й круг | 3-й круг | 2-й круг | 1-й круг | Финал квалификации | Второй круг квалификации | Первый круг квалификации |
| Одиночный                             | €2 300 000 | €1 180 000 | €590 000  | €415,000      | €243,000 | €143,000 | €87,000  | €46,000  | €24,000            | €12,250                  | €7,000                   |
| Парный *                              | €580,000   | €290,000   | €146,000  | €79,500       | €42,500  | €23,000  | €11,500  | н/д      | н/д                | н/д                      | н/д                      |
| Смешанный парный *                    | €122,000   | €61,000    | €31,000   | €17,500       | €10,000  | €5,000   | н/д      | н/д      | н/д                | н/д                      | н/д                      |
| Маломобильные спортсмены — одиночники | €53,000    | €26,500    | €13,500   | €6,750        | н/д      | н/д      | н/д      | н/д      | н/д                | н/д                      | н/д                      |
| Маломобильные спортсмены - пары *     | €16,000    | €8,000     | €4,750    | н/д           | н/д      | н/д      | н/д      | н/д      | н/д                | н/д                      | н/д                      |

* на двоих игроков

## Победители

### Взрослые

#### Мужчины. Одиночный разряд
Рафаэль Надаль обыграл  Доминика Тима — 6:3, 5:7, 6:1, 6:1.
- Надаль и Тим второй год подряд сыграли в финале «Ролан Гаррос».
- Надаль обновил рекорды, выиграв 12-й «Ролан Гаррос» и 12-й титул на одном «мэйджоре».
- 12-я победа Надаля на «Ролан Гаррос» в 12 финалах.
- 18-я победа Надаля на турнирах Большого шлема в одиночном разряде в 26 финалах.
- 2-й в сезоне и 82-й титул в карьере для Надаля в основном туре ассоциации.
- Тим второй раз сыграл в финале турнира Большого шлема.
- Тим сыграл 2-й одиночный финал в сезоне и 21-й за карьеру в туре ассоциации.
- 13-я личная встреча между Надалем и Тимом, 9-я победа Надаля.

#### Женщины. Одиночный разряд
Эшли Барти обыграла  Маркету Вондроушову — 6:1, 6:3.
- Обе теннисистки впервые в карьере играли в финале турнира Большого шлема в одиночном разряде.
- Первая победа Барти на турнирах Большого шлема в одиночном разряде.
- Представительница Австралии выиграла на Открытом чемпионате Франции в этом разряде впервые с 1973 года.
- 2-й в сезоне и 5-й титул в карьере для Барти в основном туре ассоциации.
- Вондроушова сыграла 3-й одиночный финал в сезоне и 4-й за карьеру в туре ассоциации.
- 3-я личная встреча между Барти и Вондроушовой и все победы Барти.

#### Мужчины. Парный разряд
Кевин Кравиц /  Андреас Мис обыграли  Фабриса Мартена /  Жереми Шарди — 6:2, 7:6(3).
- Кравиц и Мис выиграли дебютный титул Большого шлема, хотя ранее никогда не проходили дальше третьего круга на турнирах серии.
- Представители Германии выиграли турнир в этом разряде впервые с 1937 года.
- Кравиц и Мис выиграли 2-й парный титул в сезоне и за карьеру в туре ассоциации.
- Дебютный финал на турнирах серии Большого шлема для Мартена и Шарди.

#### Женщины. Парный разряд
Тимея Бабош /  Кристина Младенович обыграли  Дуань Инъин /  Чжэн Сайсай — 6:2, 6:3.
- Пятый совместный финал для Бабош и Младенович на турнирах Большого шлема и вторая победа после Открытого чемпионата Австралии-2018.
- Третий титул для Младенович и второй для Бабош на турнирах серии Большого шлема в женских парах.
- Представительница Венгрии выиграла турнир в этом разряде впервые с 1986 года.
- Младенович второй раз выиграла на «Ролан Гаррос» в этом разряде (до этого в 2016 году).
- Бабош выиграла 2-й парный титул в сезоне и 21-й за карьеру в туре ассоциации.
- Младенович выиграла 2-й парный титул в сезоне и 21-й за карьеру в туре ассоциации.
- Дебютный финал на турнирах серии Большого шлема для Дуань и Чжэн.

#### Смешанный парный разряд
Латиша Чан /  Иван Додиг обыграли  Габриэлу Дабровски /  Мате Павича — 6:1 7:6(5).
- Эти пары второй год подряд встречаются в финале Ролан Гаррос и второй раз побеждают Чан и Додиг.
- Додиг также побеждал на «Ролан Гаррос» в мужском парном разряде в 2015 году (вместе с Марсело Мело).

### Юниоры

#### Юноши. Одиночный турнир
Хольгер Руне обыграл  Тоби Кодата со счётом 6:3, 6:7(5), 6:0.

#### Девушки. Одиночный турнир
Лейла Фернандес обыграла  Эмму Наварро со счётом 6:3, 6:2.

#### Юноши. Парный турнир
Матеус Пучинелли де Алмейда /  Тьяго Агустин Тиранте обыграли  Флавио Коболли /  Доминика Штрикера со счётом 7:6(3), 6:4.

#### Девушки. Парный турнир
Хлоя Бек /  Эмма Наварро обыграли  Анастасию Тихонову /  Алину Чараеву со счётом 6:1, 6:2.